# Lenguas rung
Las lenguas rung son un grupo propuesto dentro de las lenguas tibetano-birmanas habladas en Yunnan (China), Nepal, India y las montañas Darjeeling (Bangladés). Existen cerca de 50 lenguas rung, divididas en seis grupos principales.

## Clasificación
El grupo rung fue propuesto por Randy J. LaPolla sobre la base de innvociones morfológicas compartidas por varios grupos filogenéticos menores de lenguas tibetano-birmanas. Rung considera dentro de las lenguas rung a los sugrupos rGyalrong, dulong, kiranti, kinauri-almora, kham y posiblemente magar y chepang.
La propuesta de LaPolla, es una expansión de propuestas anteriores de Ebert y Thurgood. LaPolla señala que todo el grupo rung tiene una serie de innovaciones comunes entre ellas el desarrollo de una nueva serie de marcas de persona gramatical, así como la presencia de un sufijo *-si que indica reflexividad o voz media en el verbo en todas estas lenguas excepto en proto-rGyalrong.

### Clasificación interna
Las lenguas rung incluyen otros grupos más pequeños para los cuales existe un gran certidumbre de que constituyen grupos filogenéticos entre estos grupos que se consideran que forman parte de las lenguas rung están:
1. rGyalrong
2. Qiang-Primi
3. Magárico (Kham-Magar-Chepang)
4. Kiranti
5. Himaláyico occidental (Kinauri-Almora)
6. Nung (Dulong-rawang-anong)
7. Tangut

Algunos autores consideran que el grupo magárico y el grupo kiranti forman un grupo frecuentemente denominado mahakiranti.

## Comparación léxica
Los numerales en diferentes lenguas rung son:
| GLOSA | PROTO- rGYALRONG | PROTO- QIANG | PROTO- KH.-MAG. | PROTO- KIRANTI | PROTO- HIM.OCC. | PROTO- NUNG | Tangut         | PROTO- RUNG   |
| ----- | ---------------- | ------------ | --------------- | -------------- | --------------- | ----------- | -------------- | ------------- |
| '1'   | *teg             | *ti          | *yat *kat       | *ʈʰik-         | *tig-           | *tʰiʔ       | <lew>          | *tig          |
| '2'   | *g-nis           | *g-ni        | *-nis           | *nit           | *nis-           | *ə-ȵi       | <nil'-> *niN   | *g-nis        |
| '3'   | *k-sam           | *sã *k-si    | *som            | *sum           | *sum            | *ə-sɔm      | <so->          | *k-sam *k-sum |
| '4'   | *b-di            | *ʐi (*ʐuɐ)   | *b-li           | *b-li          | *p-li           | *ə-b-li     | <dilr>         | *b-li         |
| '5'   | *m-ŋa            | *(ʁ-)ŋʷa     | *b-ŋa           | *ŋa            | *(p-)ŋa-        | *p-ŋa       | <ŋul>          | *b-ŋa         |
| '6'   | *tʂok            | *tʂʰu *kʰu   | *k-ruk          | *t-ruk         | *t-ruk          | *kruʔ       | <čeuː> *tʂʰiew | *t-ruk        |
| '7'   | *s-nis           | *s-ni        | *ʨ-na           |                | *(s-)nisi-      | *s-nit      | <šaː->         | *s-nis        |
| '8'   | *b-r-gjat        | *ɟja         | *b-rek          | *rjet          | *r-gjət         | *ɕ(j)at     | <jaːr>         | *b-r-gjat     |
| '9'   | *ŋ-giut          | *-guə        | *t-gu           | *nuk *gu       | *gwi            | *d-ɡɯ       | <gil'>         | *t-giut       |
| '10'  | *s-giʔ           | *xa tiu      | *dʒi            | *poŋ           | *t-cip          | *tʰi tsʰa-  | <ji->          | *s-giʔ        |
las formas del tangul son formas grafémicas cuya pronunciación exacta no es segura.